# Belém
Belém (wym. [beˈlẽj]) – stolica stanu Pará w Regionie Północnym Brazylii; aglomeracja przekracza 2 miliony mieszkańców.

## Etymologia
Nazwa miasta Belém to po portugalsku Betlejem.

## Zabytki
W mieście znajdują się barokowe budowle – między innymi katedra i kościół jezuitów.

## Geografia
Miasto ma powierzchnię 1070 km². Leży na wysokości 10 m n.p.m. i 01°27' szerokości geograficznej północnej i 48°29' długości geograficznej zachodniej. Miasto zgodnie klasyfikacją klimatów Köppena z leży w strefie tropikalnego klimatu lasów deszczowych (Af).

## Gospodarka
Belem to największe miasto brazylijskiej Amazonii. Port dostępny dla statków morskich. Przemysł spożywczy, włókienniczy, drzewny i chemiczny. Jest połączony z Brasilią szosą samochodową. Wybudowano tu także lotnisko i uniwersytet.

## Historia
Region ten przed przybyciem Europejczyków zamieszkiwali Indianie Tupinamba. Miasto założył 12 stycznia 1616 roku portugalski kapitan Francisco Caldeira. Nazwał to miasto Feliz Lusitania. Później zmieniano jego nazwę na Santo Maria do Grao Para i na Santa Maria de Belem to Grao Para. Oddalenie od innych brazylijskich regionów nie sprzyjało rozwojowi miasta. Między 1835 a 1840 rokiem Belem było świadkiem buntów ludności zwanych Revolta dos Cabanos i Cabanagern. W XIX i XX wieku Belem zaczęło się gwałtownie rozwijać. Powstały liczne nowoczesne budynki takie jak: Palacio Laure Sodre, Colegio Gentil Bitencourt, Teatro da Paz, Palacio Antonio Lernos czy centrum handlowe Ver-o-Peso.

## Osoby związane z Belém
- Sócrates – piłkarz

## Miasta partnerskie[4]
- Manaus
- Goiânia
- Campinas
- Aveiro
- Nanyang

## Galeria

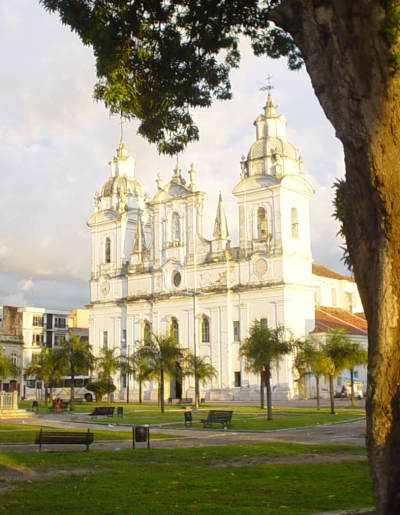
Katedra
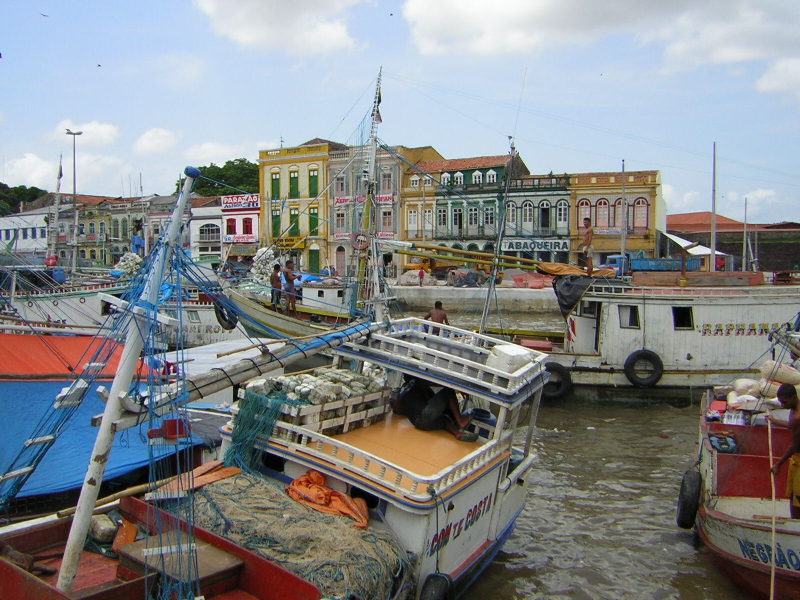
Nabrzeże
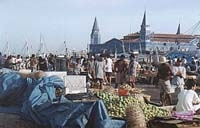
Targ rybny